# Solomon Henry
Solomon James Kimon Henry (Londra, 21 ottobre 1983) è un calciatore montserratiano, centrocampista della nazionale montserratiana, attualmente svincolato.

## Carriera

### Nazionale
Tra il 2014 ed il 2019 ha giocato complessivamente 7 partite in nazionale.

## Statistiche

### Cronologia presenze e reti in nazionale
| Cronologia completa delle presenze e delle reti in nazionale ― Montserrat | Cronologia completa delle presenze e delle reti in nazionale ― Montserrat | Cronologia completa delle presenze e delle reti in nazionale ― Montserrat | Cronologia completa delle presenze e delle reti in nazionale ― Montserrat | Cronologia completa delle presenze e delle reti in nazionale ― Montserrat | Cronologia completa delle presenze e delle reti in nazionale ― Montserrat | Cronologia completa delle presenze e delle reti in nazionale ― Montserrat | Cronologia completa delle presenze e delle reti in nazionale ― Montserrat |
| Data                                                                      | Città                                                                     | In casa                                                                   | Risultato                                                                 | Ospiti                                                                    | Competizione                                                              | Reti                                                                      | Note                                                                      |
| ------------------------------------------------------------------------- | ------------------------------------------------------------------------- | ------------------------------------------------------------------------- | ------------------------------------------------------------------------- | ------------------------------------------------------------------------- | ------------------------------------------------------------------------- | ------------------------------------------------------------------------- | ------------------------------------------------------------------------- |
| 1-6-2014                                                                  | Montserrat                                                                | Montserrat                                                                | 1 – 0                                                                     | Isole Vergini Americane                                                   | Qual. Coppa dei Caraibi 2014                                              | -                                                                         |                                                                           |
| 3-6-2014                                                                  | Montserrat                                                                | Montserrat                                                                | 0 – 0                                                                     | Bonaire                                                                   | Qual. Coppa dei Caraibi 2014                                              | -                                                                         | 78’                                                                       |
| 28-3-2015                                                                 | Willemstad                                                                | Curaçao                                                                   | 2 – 1                                                                     | Montserrat                                                                | Qual. Mondiali 2018                                                       | -                                                                         |                                                                           |
| 1-4-2015                                                                  | Montserrat                                                                | Montserrat                                                                | 2 – 2                                                                     | Curaçao                                                                   | Qual. Mondiali 2018                                                       | -                                                                         | 61’                                                                       |
| 9-9-2018                                                                  | Montserrat                                                                | Montserrat                                                                | 1 – 2                                                                     | El Salvador                                                               | Qual. CONCACAF Nations League 2019-2020                                   | -                                                                         | 63’                                                                       |
| 15-10-2019                                                                | Santo Domingo                                                             | Rep. Dominicana                                                           | 0 – 0                                                                     | Montserrat                                                                | Qual. CONCACAF Nations League 2019-2020                                   | -                                                                         | 89’                                                                       |
| 17-11-2019                                                                | San Salvador                                                              | El Salvador                                                               | 1 – 0                                                                     | Montserrat                                                                | Qual. CONCACAF Nations League 2019-2020                                   | -                                                                         | 64’                                                                       |
| Totale                                                                    |                                                                           | Presenze                                                                  | 7                                                                         |                                                                           | Reti                                                                      | 0                                                                         |                                                                           |